# Баром Рачеа III
Баром Рачеа III — король Камбоджі наприкінці XVI століття.

## Життєпис
Був останнім сином короля Барома Рачеа I. Прийшов до влади після смерті свого племінника, зумів придушити повстання Пот Рата 1599 року, втім 1600 спалахнуло нове. Баром Рачеа III, як і багато його попередників, також шукав підтримки в іспанців і португальців. Загинув, потрапивши у засідку.